# Dystasia nubila
Dystasia nubila es una especie de escarabajo longicornio del género Dystasia, familia Cerambycidae. Fue descrita científicamente por Pascoe en 1886.
Habita en Indonesia, Malasia y Sumatra. Los machos y las hembras miden aproximadamente 10 mm.